# Agrotis sueirah
Agrotis sueirah är en fjärilsart som beskrevs av Ramon Agenjo Cecilia 1938/40. Agrotis sueirah ingår i släktet Agrotis och familjen nattflyn. Inga underarter finns listade i Catalogue of Life.